# Opogona lamprophanes
Opogona lamprophanes är en fjärilsart som beskrevs av Edward Meyrick 1915. Opogona lamprophanes ingår i släktet Opogona och familjen äkta malar.
Artens utbredningsområde är Sri Lanka. Inga underarter finns listade i Catalogue of Life.